# Хичу (муниципалитет)
Хичу́ (исп. Xichú) — муниципалитет в Мексике, штат Гуанахуато, с административным центром в одноимённом городе. Численность населения, по данным переписи 2010 года, составила 11 560 человек.

## Общие сведения
В доиспанский период местность современного муниципалитета именовалась Maxichú, что с языка отоми можно перевести как «сестра моей бабушки», а в 1585 году основанное колонизаторами здесь поселение назвали Xichú.
Площадь муниципалитета равна 911 км², что составляет 2,98 % от общей площади штата. Он граничит с другими муниципалитетами штата Гуанахуато: на востоке с Атархеа, на юге с Санта-Катариной, на западе с Викторией, а также граничит с другими штатами Мексики — на севере с Сан-Луис-Потоси, на юге и востоке с Керетаро.

## Учреждение и состав
Муниципалитет был образован в 1914 году, в его состав входит 87 населённых пунктов, самые крупные из которых:
| Код INEGI | Населённый пункт                                                          | Численность населения (2005 год) | Численность населения (2010 год) |
| --------- | ------------------------------------------------------------------------- | -------------------------------- | -------------------------------- |
| 045       | Всего                                                                     | 10592                            | 11560                            |
| 0001      | Хичу (исп. Xichú) (административный центр)                                | 1294                             | 1569                             |
| 0011      | Каситас (исп. San Miguel de las Casitas) 21°17′34″ с. ш. 100°08′33″ з. д. | 540                              | 669                              |
| 0016      | Эль-Гуамучиль (исп. El Guamúchil) 21°19′24″ с. ш. 99°56′46″ з. д.         | 478                              | 584                              |
| 0037      | Пасо-де-Гильермо (исп. Paso de Guillermo) 21°13′20″ с. ш. 99°55′28″ з. д. | 388                              | 373                              |
| 0053      | Ла-Сабила (исп. La Sábila) 21°16′04″ с. ш. 100°00′51″ з. д.               | 279                              | 363                              |

## Экономика
По статистическим данным 2000 года, работоспособное население занято по секторам экономики в следующих пропорциях: сельское хозяйство, скотоводство и рыбная ловля — 57,8 %, промышленность и строительство — 16,9 %, сфера обслуживания и туризма — 20,8 %, прочее — 4,5 %.

## Инфраструктура
По статистическим данным 2010 года, инфраструктура развита следующим образом:
- электрификация: 85,8 %;
- водоснабжение: 65 %;
- водоотведение: 55,7 %.

## Фотографии
- Церковь в Хичу
- Вид на посёлок Хичу
- Агава в Хичу